# Kyjovice (Opavai járás)
Kyjovice település Csehországban, a Opavai járásban. Kyjovice Čavisov, Zbyslavice, Horní Lhota, Těškovice, Pustá Polom és Budišovice településekkel határos. Lakosainak száma 849 fő (2024. január 1.).

## Népesség
A település lakosságának változását az alábbi diagram mutatja:
| Lakosok száma | 589  | 603  | 714  | 686  | 870  | 834  | 847  | 865  | 841  | 849  |
|               | 1869 | 1890 | 1921 | 1950 | 1980 | 2001 | 2017 | 2019 | 2022 | 2024 |